# Miesenbach
Miesenbach è un comune austriaco di 705 abitanti nel distretto di Wiener Neustadt-Land, in Bassa Austria.